# Cyprania
Genre
Cyprania est un genre de collemboles de la famille des Bourletiellidae.

## Liste des espèces
Selon Checklist of the Collembola of the World (version du 13 août 2019) :
- Cyprania gisae Bretfeld, 1992
- Cyprania inopinata Bretfeld, 1996

## Publication originale
- Bretfeld, 1992 : Generic division of Prorastriopes Betsch, 1977 with description of Cyprania n. g. from Cyprus (Collembola, Symphypleona). Mitteilungen aus dem Zoologischen Museum der Universitaet Kiel, vol. 4 Suppl., p. 37-60.